# Баквил ан Ко
Баквил ан Ко (фр. Bacqueville-en-Caux) насеље је и општина у северној Француској у региону Горња Нормандија, у департману Приморска Сена која припада префектури Дјеп.
По подацима из 2011. године у општини је живело 1812 становника, а густина насељености је износила 148,65 становника/km². Општина се простире на површини од 12,19 km². Налази се на средњој надморској висини од 92 метара (максималној 124 m, а минималној 45 m).

## Демографија
| 1962. | 1968. | 1975. | 1982. | 1990. | 1999. | 2011. |
| ----- | ----- | ----- | ----- | ----- | ----- | ----- |
| 1.610 | 1.665 | 1.605 | 1.707 | 1.640 | 1.640 | 1.812 |

График промене броја становника у току последњих година